# Most Jongdži v Čengjangu
Most Jongdži v Čengjangu (poenostavljeno kitajsko: 程阳永济桥; tradicionalno kitajsko: 程陽永濟橋; pinjin: Chéngyáng Yǒngjì Qiáo), imenovan tudi most vetra in dežja Čengjang (poenostavljeno kitajsko: 程阳风雨桥; tradicionalno kitajsko: 程陽風雨橋; pinjin: Chéngyáng Fēngyǔ Qiáo), je most v okrožju Sandžjang  v Guangšiju na Kitajskem. Premošča reko Linši.
Most je konzolni most na kamnitih stebrih, je pokriti most ali lángčjáo in eden od več mostov Fengju v lokalni manjšinski regiji Dong. Dokončan je bil leta 1912. Imenuje se tudi most Panlong (poenostavljeno kitajsko: 盘龙桥; tradicionalno kitajsko: 盤龍橋; pinjin: Pánlóng Qiáo).

## Zgodovina
Leta 1912 so ljudstvo Dong iz Čengjang Badžaija v Sandžjangu v Guangšiju spontano organizirali delovno silo in zbrali sredstva za izgradnjo mostu čez reko Linši, da bi olajšali potovanje prebivalcev okoliških vasi. Po premagovanju težav s sredstvi in delovno silo je bil most leta 1924 uradno dokončan. Leta 1936 so tri paviljone na južni strani mostu odnesli gorski hudourniki. Lokalni vaščani so dva meseca potrebovali, da so rešili in prepeljali odnesen les. Leta 1939 so lokalni vaščani začeli popravljati most, uradno pa je bil dokončan leta 1941. Ko je bila ustanovljena Ljudska republika Kitajska, je bila mostovna ploščad mostu Čengjang dolga leta v slabem stanju in jo je kasneje lokalna oblast večkrat popravila. Junija 1973 so lokalni vaščani, da bi zaščitili most, odstranili les in druge odpadke, ki so jih med poplavo prinesli gorski hudourniki. Leta 1982 je bil most  uvrščen na seznam nacionalnih ključnih kulturnih spomenikov. Leta 1984 sta dva stebra mostu uničila gorska hudournika. Obnovitvena dela so bila končana leta 1995. Januarja 2016 je bil most Čengjang zaradi vzdrževanja zaprt za tri mesece.

## Opis
Most je kombinacija mostu, hodnika, verande in kitajskega paviljona. Ima dve ploščadi (eno na vsakem koncu mostu), 3 stebre, 4 razpone, 5 paviljonov, 19 verand in tri nadstropja. Oporniki so kamniti, zgornje konstrukcije so pretežno lesene, streha je pokrita s strešniki. Most ima na obeh straneh lesene ograje.
Most poteka v smeri sever-jug in je skupno dolg 77,76 metrov, širok 3,75 metra. Svetla višina nad reko je približno 10 metrov. Stebri so zgrajeni iz modrega kamna in zapolnjeni z neobdelanim kamnom. So šesterokotni in koničasti, z kotom preloma 68° proti zgornjemu toku. Glavni tram mostu je izdelan iz dveh plasti neprekinjenega jelovega lesa, s sedmimi hlodi na vsaki plasti. Nad glavnim tramom je 3,75 metra širok prehod, podoben hodniku, zgrajen iz plošč, navpičnih stebrov in strešnikov. Na mostu je pet paviljonov. Osrednji je štirinadstropni paviljon s šesterokotnim zvonikom; severna in južna stran sta štirinadstropna paviljona s štirikotno streho v obliki zvonikov; na vsakem koncu mostu pa je štirinadstropni paviljon s kolčno streho. Napušči paviljonov so podprti z visečimi kotniki in visečimi oporniki.
Most stoji v mestu Čengjang in služi kot povezava med dvema naseljenima vasema.
Guo Moruo, slavni kitajski avtor, je vzljubil most na prvi pogled in je zanj napisal pesem.
- “程陽橋”, napisal Guo Moruo
- zahodno od mostu
- južno od mostu